# ニコラ・テスラ

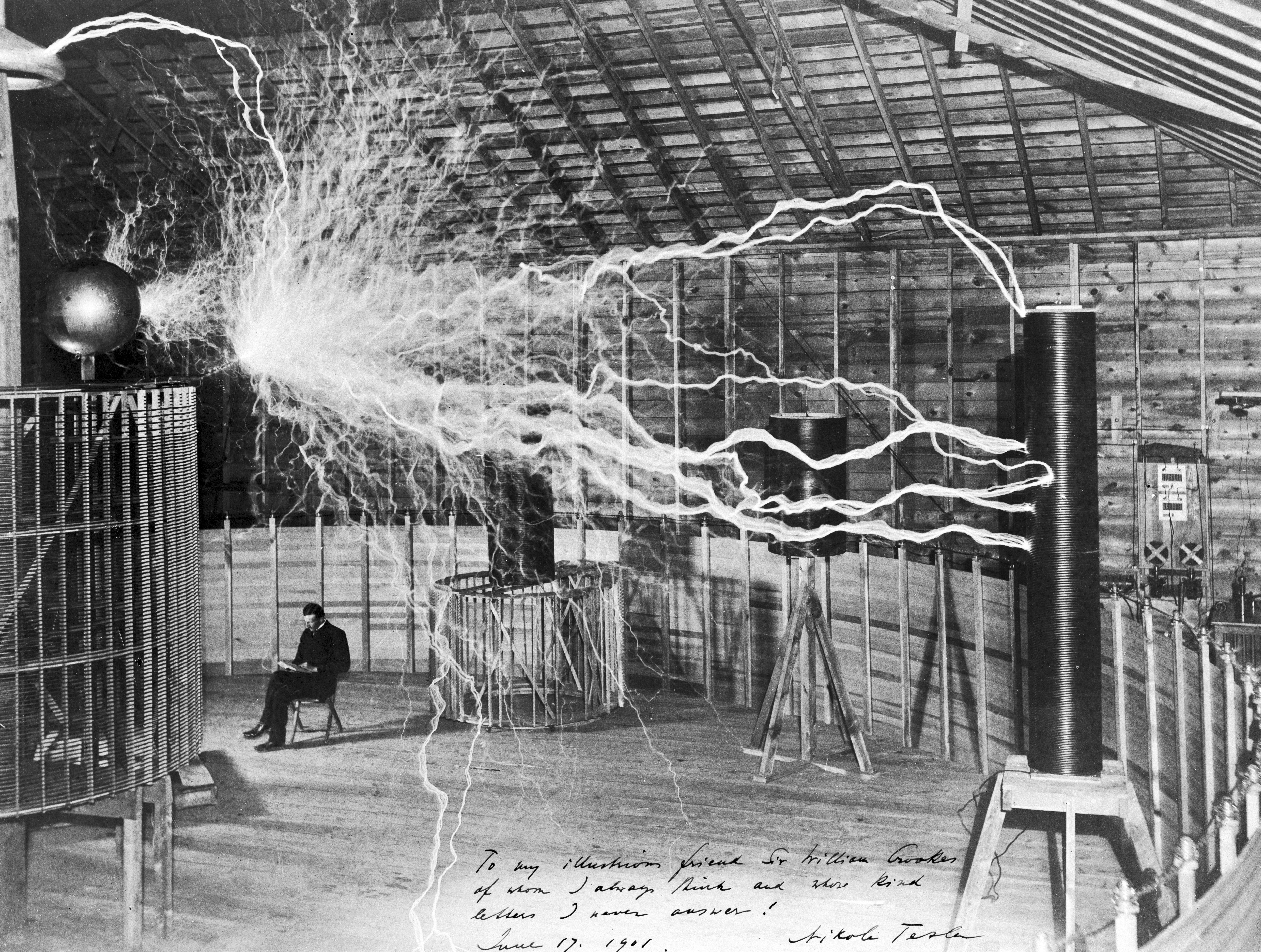
ラボラトリーでの実験風景。

ニコラ・テスラ（Nikola Tesla [ˈtɛslə] TESS-lə; セルビア語キリル・アルファベット: Никола Тесла, 発音: [nǐkola têsla];  1856年7月10日 - 1943年1月7日）は、セルビア系アメリカ人の発明家、電気技師、機械技師。交流電気方式の発明者として知られている。

## 人物
グラーツ工科大学で学んだあと1881年にブダペストの電信（電話）会社に入社し技師として勤務。1884年にアメリカに渡りエジソンのもとで働くが1年後独立。1887年にTesla Electric Light and Manufacturingを設立。新型の交流電動機を開発・製作、1891年にはテスラ変圧器（テスラコイル。変圧器の一種だが、きわめて高い電圧を発生させるもので空中放電の派手なデモンストレーションの印象で今にいたるまで広く知られているもの）を発明。また回転界磁型の電動機から発電機を作り上げ、1895年にはそれらの発明をナイアガラの滝発電所からの送電に応用し、高電圧を発生させ効率の高い電力輸送を実現させた。（通常の発明家と言うよりは）「天才肌の発明家」である。交流電気方式、無線操縦、蛍光灯などといった現在も使われている技術も多く、また「世界システム」なる全地球的送電システムなどの壮大な構想も提唱した。電気や電磁波を用いる技術（テクノロジー）の歴史を語る上で重要な人物であり、磁束密度の単位「テスラ」にもその名を残しており、LIFE誌が1999年に選んだ「この1000年で最も重要な功績を残した世界の人物100人」に選ばれている。テスラが遺した技術開発にまつわる資料類は、ユネスコの記憶遺産にも登録されている。
8つの言語に堪能（セルビア・クロアチア語、チェコ語、英語、フランス語、ドイツ語、ハンガリー語、イタリア語、ラテン語）で、詩作、音楽、哲学にも精通。電流戦争では、テスラ側の陣営とエジソン側の陣営はライバル関係となり、結局、テスラ側が勝利した。

## 生涯

### 前半生
父母ともにセルビア人で、ミルーティン・テスラ（Milutin Tesla）を父、ドゥカ（Duka）を母として、1856年7月9日深夜、オーストリア帝国（現在のクロアチア西部）リカ＝コルバヴァ県ゴスピッチ近郊の村スミリャン で誕生。父のミルーチンはセルビア正教会の司祭で詩人。母ドゥカは泡立て器など調理器具類の発明をするような人物であった。テスラ家にはニコラ誕生時に、兄のデン（Dane）と姉2人 ミルカ（Milka）とアンジェリーナ（Angelina）がおり、後に妹のマリカ（Marica）も誕生した。
5歳の頃に兄を失ったがそのころから頻繁に幻覚を見たとされ、「ニコラ（テスラ）以上の神童」と呼ばれた兄を上回るため、ニコラは勉学に励み、特に数学で突出した才能を発揮したとされる。6歳の時に父の転任に伴ってゴスピッチの町へと移り、その後1870年にカルロヴァツの高校へと進学した。
高校時代に、コレラに感染していると医者から診断され、床につき、9ヶ月もの間、生死の境をさまよった。
1875年にはグラーツ工科大学に入学。グラーツ工科大で学ぶうちに電気モーターに魅了され、またそのころに交流という方式を着想した。同校で2年ほど学んだころに父のミルーチンが死去してしまい、しかも父はニコラが授業料を払うためのお金も残さずに死んでしまったので、しかたなく、同校を去り自力で役に立つことを学ぶことにした。1878年12月、グラーツ工科大学を中退。
1880年1月、プラハ大学に留学。ただしコースの卒業証明はうけていない。
1881年１月、ハンガリーのブダペスト国営電信局に就職。電信局で勤めるかたわら、「交流電流」方式の活用方法の探究を続ける。1882年、フランス・パリへと移動し、ゼネラル・エレクトリック社のフランス法人であるコンチネンタル・エディソン・カンパニーの技師の職を得て、同社で才能を認められ、1年後にストラスブールに転勤となった。同社で勤めている時期にも、プライベートの時間を使ってモーターの開発を続けた。1882年、誘導モーターの開発に成功。

### 渡米から後半生
ところが、欧州では彼が開発した誘導モーターに興味を抱く人に巡り会えず、渡米を決意。1884年の渡米時点では所持金も殆ど無く、自分で詠んだ詩や飛行機械のアイディアに関する計算を記した書類といったような物しか持っていない状態であった。エジソンのエジソン電灯会社の求人を見つけ採用される。当時、同社は直流による電力事業を展開していて、一方、テスラは交流による電力事業を提案し、エジソンと対立して数ヶ月で失職する。
1887年4月、独立したテスラは Tesla Electric Light Company（テスラ電灯社）を設立し、独自に交流による電力事業を推進して同年10月に交流システムの特許を出願する。
1888年、彼が発明した誘電モーターおよび（交流式の）電気システムについて説明した論文“A New System of Alternating Current Motors and Tran.”を執筆。（これが、テスラとウェスティングハウス社との連携へとつながり、「電流戦争」へと繋がってゆくことになる。）1888年5月16日、アメリカ電子工学学会でデモンストレーションを行い、感銘したジョージ・ウェスティングハウスから研究費100万米ドルと特許使用料を提供される。テスラの特許を使用した交流発電機は、ウェスティングハウス・エレクトリック社ベンジャミン・G・ランムの設計で、ナイアガラの滝エドワード・ディーン・アダムズ発電所に三相交流25サイクルのものが設置された。
この時期、ウェスティングハウスはテスラのためにラボ（研究所）を設立し、さまざまなプロジェクトをまかせた。その中にはたとえばヴィルヘルム・レントゲンのX線の装置の開発などというものもあった。テスラは同年に循環磁界を発見して超高周波発生器を開発するが、ウェスティングハウス社技術陣の中で孤立して1年で離れる。
1891年、申請が通り米国の国籍を取得。同年、100万ボルトまで出力可能な高圧変圧器（テスラコイル）を発明。
1893年、無線トランスミッターを発明する。シカゴ万博会場内の電気供給に、電気館の電源システムをウェスティングハウス社が構築して交流システムで電気のいっさいをまかなった。これは、20台の単相500馬力発電機を2群にわけ、それぞれ回転子を90度ずらして二相交流12000馬力発電機として構成し、蒸気機関により駆動して発電した電力を変圧器で昇圧して送電後、再度変圧器で降圧して16燭光の電灯を1000個点灯するとともに誘導電動機を回したもので、ほかに回転変流機を設置して直流電源電車を走行させた。
1898年、点火プラグの米国特許を取得し、無線操縦特許を取得してニューヨークのマディソン・スクエア・ガーデンで無線操縦の船舶模型を実演した。
1901年、J・P・モルガンの援助により、ロングアイランドのショアハムに高さ57メートルの無線送信塔「ウォーデンクリフ・タワー」を建設開始し、1905年に完成するもモルガンとの関係悪化により資金繰りが悪化し研究を中断する。アメリカ合衆国が第一次世界大戦に参戦すると、タワーは新しいオーナーと鉄鋼会社の契約に基づいて1917年に撤去された。
1915年、エジソンとともにノーベル物理学賞受賞候補となったという噂が流れるが共に受賞しなかった。1938年にも受賞候補に選ばれるが受賞しなかった。
1916年、米国電気工学協会エジソン勲章の授与対象になり一度は辞退するが（後述）再考後1917年にこれを受ける。

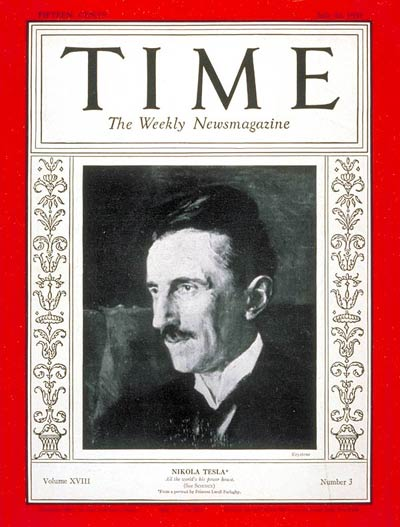
雑誌『タイム』の1931年7月20日号。75歳の誕生日を迎えたテスラが表紙を飾った。

1928年、「フリバー（Flivver）」と言う名称の「空中輸送装置」の特許を得たが、これは垂直離着陸機（ティルトローター式）の最初期に当たる。
1943年1月7日、マンハッタンのニューヨーカー・ホテルで死去。享年86歳であった。検死の結果死因は冠動脈血栓症とされた。晩年は金銭苦に陥り、亡くなった時点でほぼ無一文であった。
数トンの重量に及ぶとされる彼の発明品や設計図は「アメリカ軍とFBIが没収した」「ユーゴスラビアを通じてソ連の手にも渡った」と街談巷説されたが、実際はFBIの押収後に複製されて母国に返還された。原版はベオグラードのニコラ・テスラ博物館に保管され、2003年にユネスコ記憶遺産に登録された。

## 地球規模の無線送電システムの構想

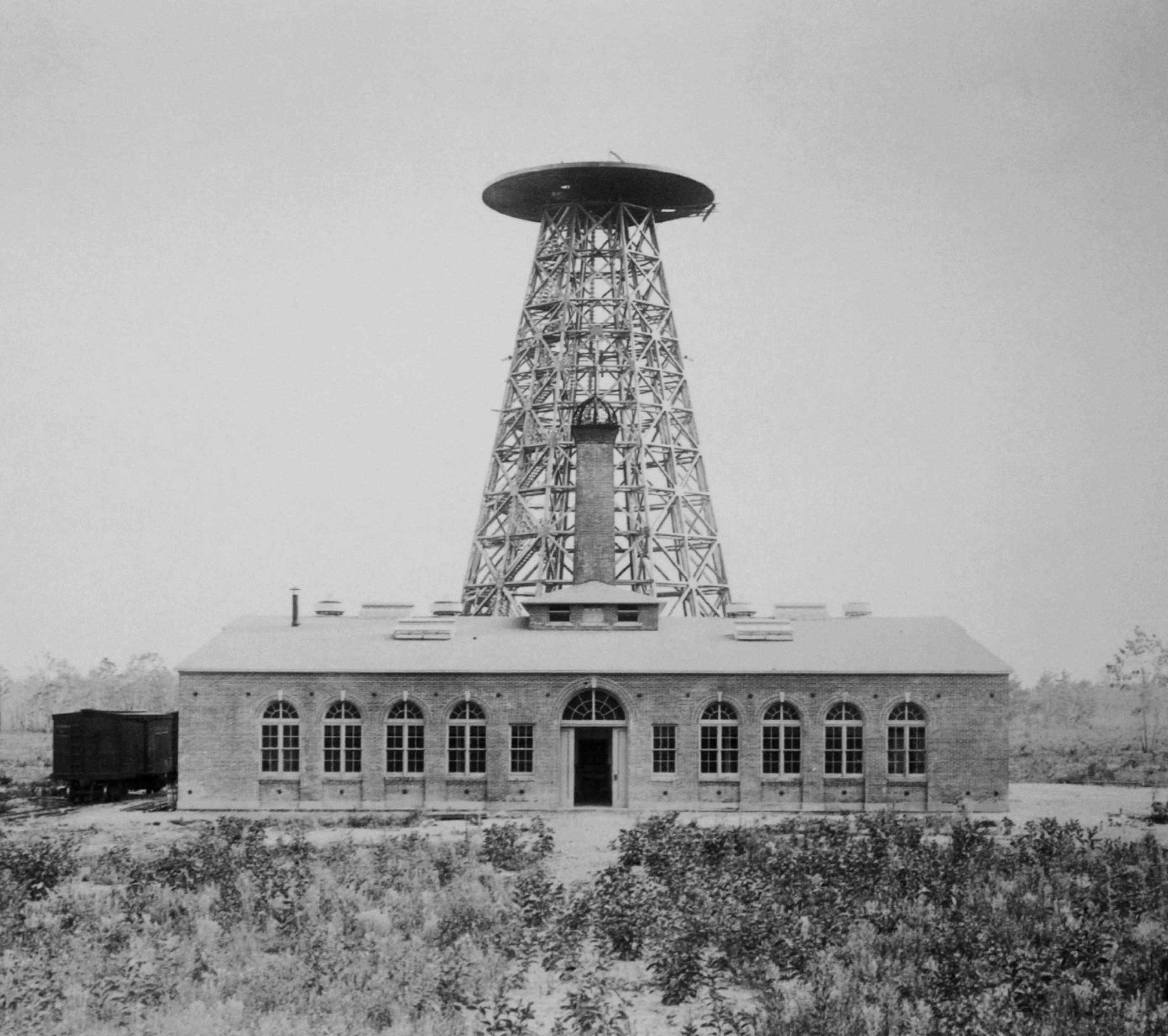
ウォーデンクリフ・タワー

テスラ自身は「世界（無線）システム」（World Wireless System）と呼んだ構想。(「Tesla World system」とも）
巨大なテスラコイルで発生させた電磁波を用いて無線で送電を行う装置の構想であり、ひとつの巨大な送電装置を地球上のどこかに設置することで、ケーブルを使わずに、地球上のありとあらゆる場所に電力を送り届ける、という構想である。実際にニューヨーク州ロングアイランドに「ウォーデンクリフ・タワー」を建設し、実験も行った。ただし、実験で用いた周波数が150キロヘルツと低かったため、減衰が大きく、到達地点では微弱になりすぎ、これは実用化には至らなかった。

## 死後の受賞や表彰や再評価
テスラは、磁束密度の単位名にテスラの名が用いられたこと（テスラ (単位)）、LIFE誌の1999年の「この1000年で最も重要な功績を残した世界の人物100人」での選出、テスラが遺した資料類のユネスコ記憶遺産への登録などで評価されている。他にもさまざまな記念や顕彰が行われている。
テスラは民族的にはセルビア人であり、セルビアでは民族の偉人として高く評価されている。なお、最も偉大なクロアチア人としても選出されている。テスラの遺品や発明品を中心に、彼の生涯を顕彰したニコラ・テスラ博物館は1952年にユーゴスラビア政府によってベオグラードに設立され、同国が分裂しセルビアとなったのちも存続しており、テスラの遺品や文献を多数所蔵・展示している。同国ではテスラの肖像が、科学技術の発展に著しく貢献したとして100ディナール通貨に使用されているほか、同国最大の火力発電所も彼の名を取りニコラ・テスラ発電所とされ、首都ベオグラードにある空港も、テスラの名にちなんでベオグラード・ニコラ・テスラ空港と命名されている。また生地スミリャンは現在クロアチア領となっており、ここにもテスラの記念館が建設されている。2023年1月1日に導入されたクロアチアのユーロ硬貨の10セント、20セント、50セント硬貨のデザインにも、テスラの肖像が用いられている。
テスラにちなんだ命名・顕彰は両国以外にも多数存在する。IEEEでは、1975年にテスラの名前を冠した「IEEE ニコラ・テスラ賞」が設けられた。また米国の電気自動車メーカーの「Tesla」の社名もニコラ・テスラへの賞賛をこめて名づけられた。

## エジソンとの確執
テスラがエジソン・マシンワークスに入社した当時のトーマス・エジソンは研究者と発明家としてすでに実績があった。両者の確執は「直流と交流との確執」に起因している。
「工場を交流電源で稼働させれば5万ドル払うとエジソンが約束したが、テスラがそれを成功させたあと、エジソンは冗談だったと誤魔化して支払わなかったので、テスラは激怒して退職した」という逸話が知られているが、これは後世に改変されたものである。テスラの自伝には「24種類の標準機を設計すれば5万ドルのボーナスを支払うとマネージャーが約束したが、のちに冗談だったとわかったためショックを受けて退職した」とだけ書かれている。この「マネージャー」はエジソンではなく、おそらくエジソン・マシンワークスのマネージャーであったチャールズ・バチェラーのことである。また、当時の会社には5万ドル（2023年時点の$1,695,556と同等）もの大金を支払う余裕はなかったと指摘されており、本当に冗談であったと思われる。
後年にテスラら交流陣営とエジソンの直流陣営が紛争し、エジソンは交流の危険性を広めるためのキャンペーンとして有名な電気椅子処刑を発案するなどしたが、現在は全世界で交流送電が採用されている。
以下はエジソンとの確執をあらわすエピソードである。
「エジソン」の名がつく賞への嫌悪感
IEEEの最高勲章である「エジソン勲章」の受章を1916年に打診され、一度は固辞するものの1917年に受ける。
- エジソンの死後、ニューヨークタイムズ（1931年10月19日）のインタビューで否定的にコメントしている。
私は少し理論を利用するか計算するだけで90％削減できたであろう労力を彼が費すのを残念に思いながらほとんど見ているだけだった。彼は本での学習や数学的な知識を軽視し、自身の発明家としての直感や実践的なアメリカ人的感覚のみを信じていた。I was almost a sorry witness of his doings, knowing that just a little theory and calculation would have saved him 90 percent of the labor. But he had a veritable contempt for book learning and mathematical knowledge, trusting himself entirely to his inventor's instinct and practical American sense.
エジソンは典型的な実験科学者、テスラは理論科学者、として研究手法が「水と油」であったことが示唆される。

## 逸話
- 生涯を通じて、さまざまな精神障害に悩まされた。幻覚と数々の強迫観念に囚われており、また異常な潔癖症で知られた[35]。
- テスラは天才肌の発明家で、おまけに長身で美男であったため女性から人気があり[36]、大富豪で大投資家のJ.P.モルガンの令嬢アン（Anne）などからも惚れられたこともあった[37]。だが結局、テスラは生涯を独身で通した[36]。
- テスラの友人のひとりヒューゴー・ガーンズバック（「アメリカSFの父」と呼ばれる人物）は、テスラ死後にそのデスマスクを製作させたという[38]。

## 特許・発明品
その生涯で、約300件の特許を取得した。
電気
- テスラタービン
- ネオンサイン - テスラが創始とされている。
- テスラコイル

流体
- テスラバルブ（英語版） - 水流の逆止弁

航空機
- 垂直離着陸機

## 主な受賞歴
- 聖サヴァ勲章（1892年）
- エリオット・クレッソン・メダル（1894年）
- エジソンメダル（1916年）
- ジョン・スコット賞（1934年）

## テスラの登場するフィクション
テスラはその功績や奇矯な性格、エジソンとの確執などから、さまざまなフィクションの題材となっている。

### 小説
- ジョン・ケース（佐藤耕士訳）『ゴーストダンサー』（ランダムハウス講談社文庫、2007年（平成19年））　ISBN 978-4-270-10135-3
- トマス・ピンチョン（木原善彦訳）『逆光』（新潮社、2010年（平成22年））　上巻 ISBN 978-4-10-537204-0 下巻 ISBN 978-4-10-537205-7
- スコット・ウェスターフィールド（小林美幸訳）『ゴリアテ』（早川書房、2012年（平成24年））ISBN 978-4153350076
- ジャン・エシュノーズ（内藤伸夫訳）『稲妻』（ 近代文藝社、2013年）ISBN：978-4-7733-7892-4
- 原作：志倉千代丸、作画：pakoの超常科学NVL『Occultic;Nine -オカルティック・ナイン-』（オーバーラップ文庫、2014年〜未完）テスラの隠し子やウォーデンクリフ・タワーを小型化したウォーデンクリフ・ガンなどが登場するフィクション。
- アダム・ファウアー（矢口誠訳）『心理学的にありえない　上・下』（文芸春秋、2011年）原題はEmpath(y) written by Adam Fawer　感情の通信をテーマに書かれたもので、テスラの研究成果を現代で別の学者が続けて行っていくフィクション。
- クリストファー・プリースト（古沢嘉通訳） 『奇術師（小説）』　（ハヤカワ文庫ＦＴ、2004年）　二人の奇術師の因縁を描いたファンタジー。人体消滅術のトリックネタとしてテスラの電気に関する研究が登場する。

### 漫画
- 岩原裕二『ディメンションW』（ヤングガンガンコミックスSUPER、全16巻）
- 原作：大塚英志、作画：大野安之『超鉄大帝テスラ』（角川書店、2000年〜未完）
- 荒木飛呂彦原作・構成、鬼窪浩久・藤井伸幸作画『変人偏屈列伝 エピソード1 ニコラ・テスラ エジソンを震えあがらせた大天才』伝記漫画。
- 『テスラノート』
- 『終末のワルキューレ』

### ゲーム
- 黄雷のガクトゥーン
- 戦姫絶唱シンフォギアXD UNLIMITED：「LOST SONG編」の敵役で、自分の寿命を延ばし、完成させたワールドシステムを用いて、全ての並行世界を消滅し理想郷を築くことを目論む。
- Frostpunk（11 bit studios、2018年）：全球凍結を迎えたスチームパンク文明の19世紀。テスラは電灯ではなく機械工業分野で起業し、アメリカ難民を率いて「テスラシティ」を築く。だが圧政を敷いたために内紛が起き都市は壊滅、元住民によって殺害される。
- PlayStation 4用ゲームソフトウェア『The Order:1886』（ソニー・コンピュータエンタテインメント、2015年）
- Hearts of Iron IV (Pax Britannica: An Imperial Timeline mod) ニコラ・テスラによる無線送電システムの構想が成功し、アメリカの独立戦争が失敗した世界を描くMOD。

### 映画・テレビドラマ
- プレステージ（2006年）[40]
- K-20 怪人二十面相・伝
- エジソンズ・ゲーム（2017年、アメリカ）伝記映画[40]。
- ニコラ・テスラと恐怖の夜（『ドクター・フー』の第12シリーズ第4話、2020年、イギリス）
- テスラ エジソンが恐れた天才（2020年、アメリカ）伝記映画[40]。